# Azt mondta
Az Azt mondta (eredeti cím: She Said) egy 2022-es s amerikai filmdráma Maria Schrader rendezésében. A forgatókönyvet Rebecca Lenkiewicz írta Jodi Kantor és Megan Twohey riporterek 2019-es, azonos című (She Said) könyve alapján. A film főszereplői Carey Mulligan és Zoe Kazan. A történet a The New York Times nyomozását követi nyomon, amely leleplezte Harvey Weinstein nőkkel szembeni szexuális visszaéléseit. Andre Braugher 2023-ban bekövetkezett halála előtti utolsó filmszerepében látható. Ashley Judd saját magát alakítja.
A könyv megfilmesítési jogait 2018-ban szerezték meg, a filmet pedig 2021-ben jelentették be, az Annapurna Pictures és a Plan B Entertainment koprodukciójában. A forgatás New Yorkban zajlott Natasha Braier operatőrrel. A vágó Hansjörg Weißbrich volt, a film zenéjét pedig Nicholas Britell komponálta.Az film világpremierje a 60. New York-i Filmfesztiválon volt 2022. október 13-án, az Egyesült Államokban pedig 2022. november 18-án mutatta be széles körben a Universal Pictures. A film általában pozitív kritikákat kapott a kritikusoktól, akik dicsérték a forgatókönyvet, valamint Kazan és Mulligan alakítását. Az Amerikai Filmintézet a 2022-es év egyik legjobb filmjének is nevezte. A film azonban anyagilag bukás volt, a 32 millió dolláros gyártási költségvetéssel szemben csupán 13 millió dolláros bevételt hozott. 

## Rövid történet
A New York Times újságírói, Jodi Kantor és Megan Twohey alapos vizsgálatot folytatnak a hírhedt filmes producer, Harvey Weinstein szexuális zaklatásaival és bántalmazásaival kapcsolatban. A film középpontjában a hollywoodi szexuális ragadozó áldozatai állnak, akiket Weinstein nagy összegű csekkekkel és titoktartási megállapodásokkal próbált elhallgattatni.

## Szereplők
| Szerep              | Színész              | Magyar hang         |
| ------------------- | -------------------- | ------------------- |
| Megan Twohey        | Carey Mulligan       | Földes Eszter       |
| Jodi Kantor         | Zoe Kazan            | Csuha Bori          |
| Rebecca Corbett     | Patricia Clarkson    | Vándor Éva          |
| Dean Baquet         | Andre Braugher       | Papucsek Vilmos     |
| Laura Madden        | Jennifer Ehle        | Kisfalvi Krisztina  |
| Matt Purdy          | Frank Wood           | Epres Attila        |
| Zelda Perkins       | Samantha Morton      | Majsai-Nyilas Tünde |
| Ron Lieber          | Adam Shapiro         | Makranczi Zalán     |
| Donald Trump hangja | James Austin Johnson | Németh Gábor        |
| Rose McGowan        | Keilly McQuail       | Katona Kinga        |
| Vadim Rutman        | Tom Pelphrey         | Dévai Balázs        |
| Harvey Weinstein    | Mike Houston         | Gémes Antos         |
| Miramax igazgató    | Katherine Kendall    | Bertalan Ágnes      |
| Önmaga              | Ashley Judd          | Györgyi Anna        |
| Önmaga              | Gwyneth Paltrow      | Nagy-Kálózy Eszter  |

## Filmzene
Az album a Back Lot Music kiadónál jelent meg 2022. november 18-án. A film eredeti zenéjét Nicholas Britell komponálta, a csellójátékot pedig felesége, Caitlin Sullivan adta elő. 
| 1.    | Overture                                | 2:02 |
| 2.    | She Said – Main Title                   | 0:57 |
| 3.    | Work and Home                           | 1:12 |
| 4.    | Spies Watching You                      | 1:00 |
| 5.    | Those Records Would Have Been Destroyed | 1:41 |
| 6.    | Driving to Queens                       | 1:16 |
| 7.    | In the Park                             | 1:39 |
| 8.    | Reporter Twins                          | 1:43 |
| 9.    | Staring at a Brick Wall                 | 1:01 |
| 10.   | Bayside                                 | 1:15 |
| 11.   | Laura                                   | 3:00 |
| 12.   | So Many More Recent Offenses            | 1:35 |
| 13.   | Sorry You Signed Up?                    | 3:00 |
| 14.   | Rowena                                  | 3:10 |
| 15.   | Do What You Want With These             | 2:39 |
| 16.   | Go Home It's Late                       | 2:02 |
| 17.   | Yes                                     | 2:14 |
| 18.   | Let Him In                              | 1:23 |
| 19.   | This Is Bad                             | 2:21 |
| 20.   | Conclusion                              | 5:07 |
| 40:17 |                                         |      |

## Kritikai visszhang
A filmet kedvezően fogadták a kritikusok. A Rotten Tomatoes-on a 274 kritikus 88%-a számolt be elégedetten Maria Schrader filmjéről.

## Bevétel
Az Azt mondta az Egyesült Államokban és Kanadában 5,8 millió dollárt, más területeken pedig 8,1 millió dollárt hozott, ami világszerte 13,9 millió dolláros összbevételt jelentett.

## Fordítás
- Ez a szócikk részben vagy egészben  a   She Said (film) című angol Wikipédia-szócikk fordításán alapul.  Az eredeti cikk szerkesztőit annak laptörténete sorolja fel. Ez a jelzés csupán a megfogalmazás eredetét és a szerzői jogokat jelzi, nem szolgál a cikkben szereplő információk forrásmegjelöléseként.